# 弯叶画眉草
弯叶画眉草（学名：Eragrostis curvula），又名垂愛草，为禾本科画眉草属的植物。分布于非洲以及中国大陆的江苏、广西、湖北等地，生长于海拔3,000米的地区。